# 住商アーバン開発
住商アーバン開発株式会社（すみしょうアーバンかいはつ）は、住友商事の完全子会社で、商業施設の開発・運営などを事業とする商社系デベロッパーである。全国30か所以上で商業施設の企画開発・運営を行っている。

## 組織
2007年10月1日以降
- 本社
  - コーポレートグループ
    - 業務部・内部監査室・人事総務部

  - 企画開発本部
    - 企画開発部

  - PM事業本部
    - 各事業所・管理事務所
- 事業所・管理事務所
  - セルバ事業所（仙台）
  - プラーレ松戸事業所（松戸）
  - 晴海トリトン事業所
  - ミウィ橋本事業所
  - モモテラス事業所
  - GINZA SIX事業部
  - 天神地下街事業所
  - 川崎ルフロン事業所
  - 京都ファミリー事業所
  - ならファミリー事業所
  - 御影クラッセ事業所
  - テラスモール湘南事業所
  - コレットマーレ事業所
  - グランエミオ所沢事業所
  - テラスモール松戸事業所

## 沿革
- 1974年8月 - 千葉県松戸市・松戸駅東口の開発を目的とし、株式会社松戸開発センターを設立。
- 1976年6月 - 千葉県市原市に「市原ショッピングスクエア」を開業。
- 1980年10月 - 松戸市・松戸駅東口にイトーヨーカ堂を核テナントとして、「松戸ショッピング広場」を開業、専門店街は「ポポロ」の名称で営業。
- 1987年3月 - 社名を株式会社住商開発センターに改称。
- 1994年9月 - 川崎市多摩区の商業施設「サミット中野島店」の運営管理を開始。
- 1995年4月 - 群馬県高崎市に商業施設「赤まる市場」を開業。
- 1996年7月 - 東京都港区台場に商業施設「デックス東京ビーチ」を開業。
- 1998年
  - 2月 - 株式会社住商開発センターから商業施設の企画・運営・管理機能を分離・独立し、住商アーバン開発株式会社として運営開始。
  - 9月 - 「松戸ショッピング広場」を「プラーレ松戸」として新装開業。専門店街の名称「ポポロ」を廃止。
- 2000年
  - 10月 - 「市原ショッピングスクエア」を「アイモール」として新装開業。
  - 12月 - 「デックス東京ビーチ」2期工事が完成。
- 2001年
  - 9月 - 住商アーバンディベロップメント株式会社と住商エステート株式会社が所轄する商業施設の運営管理事業を統合し、大阪支社・仙台支店を設立のうえ次の商業施設の運営管理を開始する。
    - 大阪 「岸和田カンカンベイサイドモール」「ユニバーサル・シティウォーク大阪」「千島ガーデンモール」
    - 仙台 「セルバ」

  - 4月 - 東京都中央区晴海に商業施設「晴海トリトン」を開業。
  - 9月 - 神奈川県相模原市に橋本駅前商業施設「ミウィ橋本」を開業。
- 2002年
  - 3月 - 「岸和田カンカン」を「岸和田カンカンベイサイドモールイースト」として新装開業。
  - 10月 - 「デックス東京ビーチ」に「台場一丁目商店街」を開業。
- 2005年
  - 4月 - 「赤まる市場」を「アカマル」として新装開業。
  - 8月 - 神戸市ハーバーランド内「プロメナ神戸」の運営受託を開始。
- 2007年11月15日 - 東京都中央区「八重洲ファーストフィナンシャルビル」B1Fに、商業ゾーン「MoGu MoGu Kitchen」を開業。
- 2008年3月 - 神戸市東灘区「御影クラッセ」を開業。
- 2011年11月 - テラスモール湘南を開業[3]。
- 2014年
  - 3月- 神奈川県川崎市「川崎ルフロン」運営開始。
  - 4月- 京都府京都市右京区「京都ファミリー」運営開始。
  - 10月 - 京都府京都市伏見区「MOMOテラス」運営開始。
  - 11月 - 東京都渋谷区「GYRE」「ラ・ポルト青山」運営開始。
- 2018年3月 - 奈良県奈良市「ならファミリー」プロパティマネジメント業務を受託[4]。埼玉県所沢市「グランエミオ所沢」運営開始（西武グループと住友商事グループの共同開発）。
- 2019年10月 - 千葉県松戸市八ヶ崎の松戸北部市場跡地に「テラスモール松戸」開業[5]。

## 主な運営施設
- SELVA（仙台市泉区）
- プラーレ松戸（千葉県松戸市）
- 晴海トリトン（東京都中央区）
- MoGu MoGu Kitchen（東京都中央区）
- コレットマーレ（横浜市中区/ヒューリックみなとみらい内）
- ミウィ橋本（神奈川県相模原市緑区）
- テラスモール湘南（神奈川県藤沢市）
- 川崎ルフロン（神奈川県川崎市）
- 千島ガーデンモール（大阪市大正区）
- 御影クラッセ（神戸市東灘区）
- 天神地下街（福岡市中央区）
- GYRE（東京都渋谷区）
- ならファミリー（奈良県奈良市）
- グランエミオ所沢（埼玉県所沢市）
- テラスモール松戸（千葉県松戸市）
- セーモンプラザ（埼玉県草加市）

過去に運営していた施設
- ユニバーサル・シティウォーク大阪（大阪市此花区）
- デックス東京ビーチ（港区台場）